# Nouvelle France (Paříž)
Nouvelle France (tj. Nová Francie) je bývalá pařížská čtvrť, která se rozkládala kolem současného Square Montholon mezi bývalým panstvím Porcherons na západě, Faubourg Poissonnière na jihu a Faubourg Saint-Laurent na východě.

## Historie
Dva majitelé 3 jiter (asi 1 hektar), Jean Piédaleu a Charles Mareuil, prodali své pozemky v roce 1644 mezi Rue du Faubourg-Poissonnière, Rue Jollivet (dnešní  Rue de Bellefond) a Chemin de Saint-Lazare au Roule (dnešní Rue Bleue) k výstavbě 19 domů. Jean Piedaleu také daroval pozemek na Rue du Faubourg-Poissonnière na stavbu kaple. Tato kaple zasvěcená svaté Anně na poctu královně Anny Rakouské byla postavena v roce 1656.
Název "Nová Francie" snad pochází ze vzdělávacího zařízení pro mladé lidi, kteří se chystali k odchodu do Kanady, o kterém však nejsou přesné informace. Nová Francie byla připojena k farnosti Montmartre a ne k farnosti Saint-Laurent, jejíž farář měl mít nárok na připojení nové čtvrti. Spor byl definitivně vyřešen rozsudkem z roku 1723, který potvrdil připojení osady k opatství Montmartre. Při svém založení byla tato malá aglomerace izolována od města v podstatě zemědělským územím rozprostírajícím se mezi bulváry Poissonnière a Bonne-Nouvelle na jihu a Chemin du Roule v Saint-Lazare (dnešní Rue Bleue a Rue de Paradis na severu). Urbanizovaná oblast Paříže dosáhla Nové Francie až při výstavbě čtvrti Faubourg Poissonnière podél potoka Ménilmontant po roce 1760. Oddělené byly také jiné zastavěné části jako Faubourg Saint-Denis a Faubourg Saint-Laurent na východě a čtvrť Porcherons na západě. Mýtná závora byla instalována na Rue Sainte-Anne (nyní Rue du Faubourg-Poissonnière), na křižovatce s Rue de Paradis a Rue d'Enfer (nyní Rue Bleue). Château Charolais a jeho rozsáhlé panství bylo postaveno v 18. století na sever od této čtvrti.

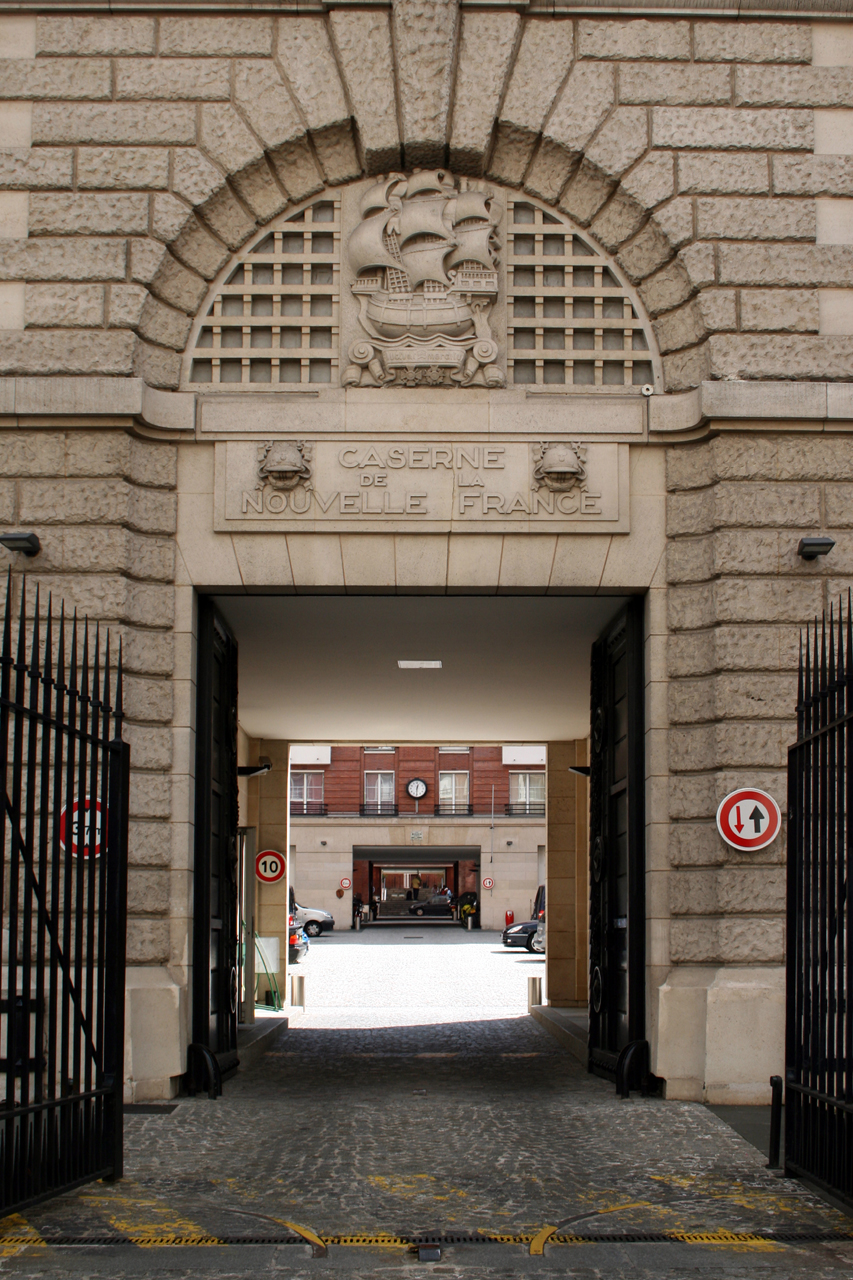
Kasárna Nouvelle-France.

Dům popravčího Charlese Sansona se nacházel ve čtvrti Nová Francie na rohu Rue d'Enfer (Rue Bleue) a Rue du Faubourg Poissonnière. Jeho dědicové prodali v roce 1778 tento majetek, na kterém byly v roce 1780 otevřeny ulice Rue Papillon a Rue Riboutté.
Kasárna francouzské gardy postavená v roce 1771 v Rue du Faubourg-Poissonnière naproti čtvrti nesou stále název Nouvelle France a zůstal jim i po přestavbě v roce 1922.
Obyvatelé Nové Francie patřili v 18. století a na začátku 18. století k chudším, stály zde spíše průměrné stavby, zatímco se v té době v okolních čtvrtích stavěla honosná sídla, na Rue de la Chaussée-d'Antin na západě, Faubourg Poissonnière na jihu, v nové čtvrti Poissonnière na východě, které se někdy také říkalo Nová Francie.
Kaple svaté Anny byla zrušena za Francouzské revoluce v roce 1790 a prodána jako národní majetek v roce 1795. Nejprve ji nahradil první kostel Saint-Vincent-de-Paul postavený v roce 1805 v Rue de Montholon a poté v letech 1824 až 1844 dnešní kostel Svatého Vincence z Pauly.
Čtvrť byla narušena několika urbanistickými operacemi.
- V její jižní části v roce 1780 otevřením ulic Rue de Montholon, Rue Papillon a Rue Riboutté na rozděleném pozemku, který získal architekt Samson-Nicolas Lenoir.
- Jako celek za Druhého císařství rozšířením Rue Lafayette a otevřením ulic Rue Blandin (dnešní Rue Pierre-Semard), Rue Mayran, Rue Rochambeau a vytvořením Square Montholon. Tato urbanistická operace byla doprovázena velkými pozemními pracemi, které významně změnily vzhled místa.

Původní obytné domy zanikly a upomínka na bývalou čtvrť zůstala zachována pouze v názvu kasáren.